# Abnegació
L'abnegació és una forma de renúncia o abandonament d'un mateix pel bé comunitari. És considerada una virtut en algunes religions, com per exemple la cristiana, en l'àmbit militar (referit als soldats), i en algunes activitats, com per exemple en alguns esports col·lectius, com el ciclisme, depenent de la filosofia de l'entrenador. Està relacionada amb l'autosacrifici i l'obediència. Alguns crítics mantenen que l'abnegació és una forma de portar l'individu a la infravaloració i l'autoodi.
Es considera també un concepte bíblic (que apareix a Mt 16, 24ss; cf. Tit 2, 12), i que enuncia un requisit de la imitació de Crist.